# Tellururo di mercurio e cadmio
Il tellururo di cadmio e mercurio (chiamato anche MCT o CMT) è un composto chimico di tellururo di cadmio (CdTe) e tellururo di mercurio (HgTe) con una banda proibita regolabile che va dall'infrarosso a onde corte a regioni dell'infrarosso a onde molto lunghe. La quantità di cadmio nella lega può essere scelta in modo da adeguare l'assorbimento ottico del materiale alla lunghezza d'onda infrarossa desiderata. Il tellururo di cadmio è un semiconduttore con una banda proibita di circa 1,5 eV a temperatura ambiente. Il [tellururo di mercurio è un semimetallo, il che significa che la sua energia di banda proibita è zero. La miscelazione di queste due sostanze consente di ottenere qualsiasi banda proibita compresa tra 0 e 1,5 eV.
Lavora nel medio infrarosso (detto MIR, che per definizione è il campo infrarosso da 4000 a 200 cm-1) ma è attivato solamente dalle basse temperature (per questo necessita di un particolare sistema di raffreddamento ad azoto liquido) e la sua sensibilità è inversamente proporzionale alla temperatura. Il suo principale difetto consiste nel fatto che non copre l'intero campo MIR: difatti non rileva al di sotto dei 700 cm-1.

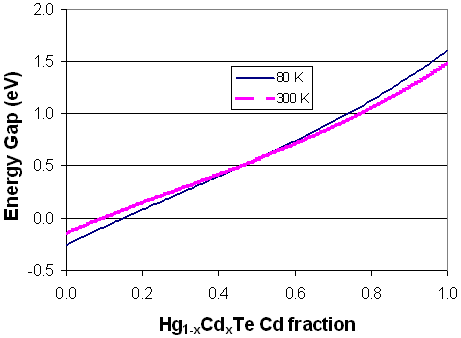
Gap energetico in funzione della composizione del cadmio.

## Proprietà

### Fisiche

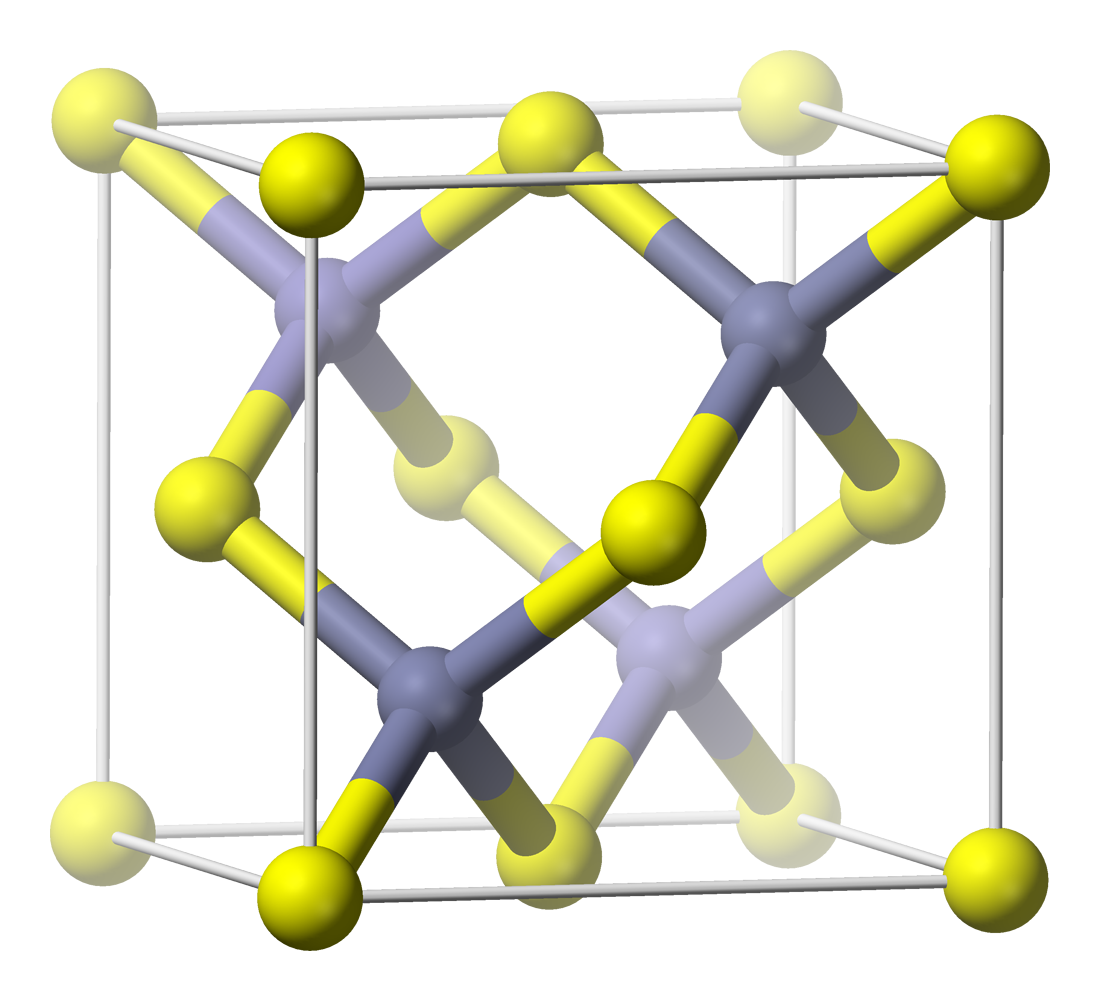
Una cella unitaria tipo zincoblenda

Il tellururo di mercurio e cadmio ha una struttura tipo zincoblenda con due reticoli cubici centrati sulla faccia compenetranti compensati da {\displaystyle (1/4,\,1/4,\,1/4)a_{o}} nella cella primitiva. Nell'immagine i cationi Cd sono Hg statisticamente miscelati sul sottoreticolo giallo, mentre gli anioni Te formano il sottoreticolo grigio.

### Elettroniche
La mobilità degli elettroni del tellururo di mercurio e cadmio con un grande contenuto di mercurio è molto alta. Tra i semiconduttori comuni utilizzati per il rilevamento a infrarossi, solo antimoniuro di indio e arseniuro di indio superano la mobilità degli elettroni del tellururo di mercurio e cadmio a temperatura ambiente. A 80 K, la mobilità degli elettroni di {\displaystyle {\ce {Hg_{0,8}Cd_{0,2}Te}}} può essere di diverse centinaia di migliaia di cm2/(V·s). Gli elettroni hanno anche una lunga lunghezza balistica a questa temperatura; il loro cammino libero medio può essere di diversi micrometri.
La concentrazione intrinseca del portatore è data da:
{\displaystyle n_{i}(t,x)=(5.585-3.82x+(1.753\cdot 10^{-3})t-1.364\cdot 10^{-3}t\cdot x)\cdot 10^{14}\cdot E_{g}(t,x)^{0.75}\cdot t^{1.5}\cdot e^{\frac {-E_{g}(t,x)\cdot q}{2\cdot k_{B}\cdot t}}}
dove:
- {\displaystyle k_{B}} è la costante di Boltzmann
- {\displaystyle q} è la carica elettrica elementare
- {\displaystyle t} è la temperatura del materiale
- {\displaystyle x} è la percentuale di concentrazione di cadmio
- {\displaystyle E_{g}} è la banda proibita data da:[2]

{\displaystyle E_{g}(t,x)=-0.302+1.93\cdot x+(5.35\cdot 10^{-4})\cdot t\cdot (1-2\cdot x)-0.81\cdot x^{2}+0.832\cdot x^{3}}

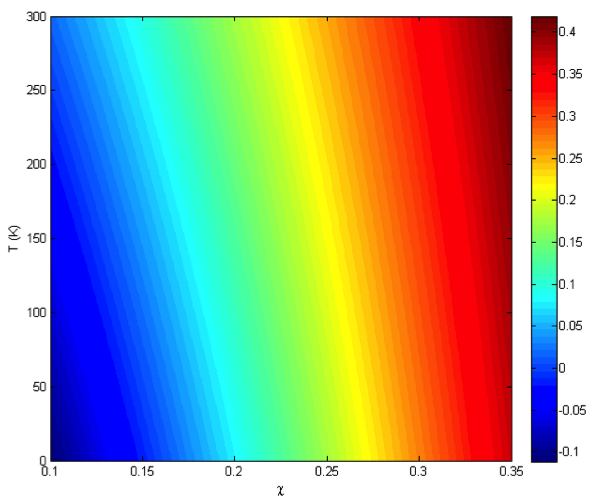
Banda proibita del tellururo di cadmio e mercurio espressa in elettronvolt in funzione di composizione e temperatura.
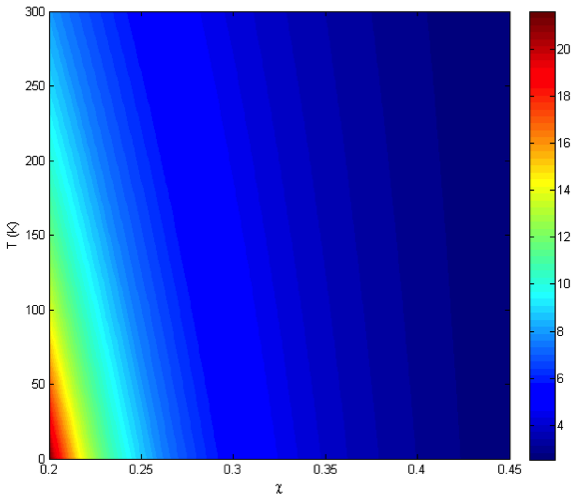
Relazione tra banda proibita e lunghezza d'onda di taglio

Utilizzando la relazione {\displaystyle \lambda _{p}={\frac {1.24}{E_{g}}}}, dove {\displaystyle \lambda } è in micrometri ed {\displaystyle E_{g}} è in elettronvolt, si può anche ottenere la lunghezza d'onda di taglio in funzione di {\displaystyle x} e {\displaystyle t}:
{\displaystyle \lambda _{p}=\left[-0.244+1.556\cdot x+(4.31\cdot 10^{-4})\cdot t\cdot (1-2x)-0.65x^{2}+0.671x^{3}\right]^{-1}}

### Meccaniche
Il tellururo di cadmio e mercurio è un materiale morbido a causa dei legami deboli che il mercurio forma con il tellurio. È un materiale più morbido di qualsiasi comune semiconduttore III-V. La durezza Mohs del tellururo di mercurio è 1,9, del tellururo di cadmio è 2,9 e di {\displaystyle {\ce {Hg_{0,5}Cd_{0,5}Te}}} è 4. La durezza dei sali di piombo è ancora inferiore.

### Termiche
La conduttività termica del tellururo di cadmio e mercurio è bassa; a basse concentrazioni di cadmio è pari a {\displaystyle 0.2\,\mathrm {\frac {W}{K\cdot m}} }. Ciò significa che non è adatto per dispositivi ad alta potenza. Sebbene i LED e i laser a emissione di luce a infrarossi siano stati realizzati in tellururo di cadmio e mercurio, per essere efficienti devono essere azionati a freddo. Il calore specifico è {\displaystyle 150\,\mathrm {\frac {J}{kg\cdot K}} }.

### Ottiche
Il tellururo di cadmio e mercurio è trasparente nell'infrarosso a energie dei fotoni al di sotto del gap energetico. L'indice di rifrazione è alto, raggiungendo quasi il valore 4 per il tellururo di cadmio e mercurio con alto contenuto di mercurio.

## Ricombinazione Auger
Due tipi di ricombinazione Auger influiscono nel tellururo di cadmio e mercurio: la ricombinazione Auger 1 e la Auger 7. La ricombinazione Auger 1 coinvolge due elettroni e una lacuna, in cui un elettrone e una lacuna si combinano e l'elettrone rimanente riceve energia uguale o maggiore della banda proibita. La ricombinazione Auger 7 è simile alla Auger 1, ma coinvolge un elettrone e due lacune.
La durata del portatore minoritario Auger 1 per il tellururo di cadmio e mercurio intrinseco (non drogato) è data da:
{\displaystyle \tau _{Auger1}(t,x)={\frac {2.12\cdot 10^{-14}\cdot {\sqrt {E_{g}(t,x)}}\cdot e^{\frac {q\cdot E_{g}(t,x)}{k\cdot t}}}{FF^{2}\cdot ({\frac {k\cdot t}{q}})^{1.5}}}}
dove {\displaystyle FF} è l'integrale di sovrapposizione (circa 0,221).
La vita utile del portatore minoritario Auger 1 per il tellururo di cadmio e mercurio drogato è data da:
{\displaystyle \tau _{Auger1_{doped}}(t,x,n)={\frac {2\cdot \tau _{Auger1(t,x)}}{1+({\frac {n}{n_{i}(t,x)}})^{2}}}}
dove {\displaystyle n} è la concentrazione di elettroni all'equilibrio.
La durata del portatore di minoranza Auger 7 per il tellururo di cadmio e mercurio intrinseco è circa 10 volte più lunga della durata del portatore di minoranza Auger 1:
{\displaystyle \tau _{Auger7}(t,x)=10\cdot \tau _{Auger1}(t,x)}
La durata del portatore minoritario Auger 7 per il tellururo di cadmio e mercurio drogato è data da:
{\displaystyle \tau _{Auger7_{doped}}(t,x,n)={\frac {2\cdot \tau _{Auger7(t,x)}}{1+({\frac {n_{i}(t,x)}{n}})^{2}}}}
Il contributo totale della ricombinazione Auger 1 e Auger 7 alla vita utile dei portatori minoritari è calcolato come:
{\displaystyle \tau _{Auger}(t,x)={\frac {\tau _{Auger1}(t,x)\cdot \tau _{Auger7}(t,x)}{\tau _{Auger1}(t,x)+\tau _{Auger7}(t,x)}}}

## Rilevamento infrarossi
Il tellururo di cadmio e mercurio è l'unico materiale comune in grado di rilevare la radiazione infrarossa in entrambe le finestre atmosferiche accessibili. Questi vanno da 3 a 5 µm (la finestra infrarossa a onde medie, abbreviato MWIR) e da 8 a 12 µm (la finestra a onde lunghe, LWIR). La rivelazione nelle finestre MWIR e LWIR è ottenuta utilizzando rispettivamente il 30% di {\displaystyle {\ce {[(Hg_{0,7}Cd_{0,3})Te]}}} e il 20% di {\displaystyle {\ce {[(Hg_{0,8}Cd_{0,2})Te]}}}. Il tellururo di cadmio e mercurio può anche rilevare nelle finestre atmosferiche SWIR a infrarossi a onde corte da 2,2 a 2,4 µm e da 1,5 a 1,8 µm.
Il tellururo di cadmio e mercurio è un materiale comune nei fotorivelatori degli spettrometri infrarossi a trasformata di Fourier. Ciò è dovuto all'ampia gamma spettrale dei rivelatori di tellururo di cadmio e mercurio e anche all'elevata efficienza quantica. Viene usato anche in campo militare, nel telerilevamento e in astronomia a infrarossi. Il tellururo di cadmio e mercurio è usato in campo militare per la visione notturna e nei telescopi di ricerca, oltre che in diversi satelliti. I rilevatori di tellururo di cadmio e mercurio, come i rilevatori Hawaii e NICMOS, prendono il nome rispettivamente dall'Osservatorio di Mauna Kea e dal Near Infrared Camera and Multi-Object Spectrometer, per i quali sono stati originariamente sviluppati.
La principale limitazione dei rivelatori LWIR a base di tellururo di cadmio e mercurio è che necessitano di raffreddamento a temperature vicine a quella dell'azoto liquido (77K), per ridurre il rumore dovuto ai portatori di corrente termicamente eccitati. Le termocamere MWIR a tellururo di cadmio e mercurio possono essere utilizzate a temperature accessibili ai refrigeratori termoelettrici con una piccola riduzione delle prestazioni. Quindi, i rilevatori di tellururo di cadmio e mercurio sono relativamente pesanti rispetto ai bolometri e richiedono molta manutenzione. D'altro canto, il tellururo di cadmio e mercurio gode di una velocità di rilevamento molto più elevata ed è significativamente più sensibile di alcuni dei suoi concorrenti più economici.
Il tellururo di cadmio e mercurio può essere utilizzato come rivelatore eterodina, in cui viene rilevata l'interferenza tra una sorgente locale e la luce laser restituita. In questo caso può rilevare sorgenti come i laser a CO2. Nella modalità di rilevamento dell'eterodina, il tellururo di cadmio e mercurio può essere non raffreddato, sebbene si ottenga una maggiore sensibilità mediante il raffreddamento. Possono essere utilizzati fotodiodi, fotoconduttori o modalità fotoelettromagnetiche (PEM). Con i rilevatori di fotodiodi è possibile ottenere una larghezza di banda ben superiore a 1 GHz.
I principali concorrenti del tellururo di cadmio e mercurio sono bolometri a base di silicio meno sensibili, antimoniuro di indio e array di giunzione tunnel superconduttiva (STJ). I fotorivelatori a infrarossi a pozzo quantico (QWIP), realizzati con materiali semiconduttori III-V come l'arseniuro di gallio e l'arseniuro di gallio e alluminio, sono un'altra possibile alternativa, sebbene i loro limiti di prestazioni teoriche siano inferiori agli array del tellururo di cadmio e mercurio a temperature comparabili e richiedano l'uso di reticoli di diffrazione complicati per superare alcuni effetti di esclusione della polarizzazione che influiscono sulla risposta dell'array. In futuro, il principale concorrente dei rilevatori di tellururo di cadmio e mercurio potrebbe emergere sotto forma di fotorivelatori a infrarossi a punti quantici (QDIP), basati su una struttura colloidale o super-reticolo di tipo II. Gli esclusivi effetti di confinamento quantistico 3D, combinati con la natura unipolare (comportamento fotoelettrico non basato su eccitoni) dei punti quantici potrebbero consentire prestazioni paragonabili al tellururo di cadmio e mercurio a temperature operative significativamente più elevate. Il lavoro iniziale di laboratorio ha mostrato risultati promettenti in questo senso e i QDIP potrebbero essere uno dei primi significativi prodotti nanotecnologici ad emergere.
Nel tellururo di cadmio e mercurio, il rilevamento avviene quando un fotone infrarosso di energia sufficiente spinge un elettrone dalla banda di valenza alla banda di conduzione. Tale elettrone viene raccolto da opportuni circuiti integrati di lettura esterna (ROIC) e trasformato in un segnale elettrico. L'accoppiamento fisico dell'array di rivelatori di tellururo di cadmio e mercurio al ROIC viene spesso definito "array sul piano focale".
Al contrario, in un bolometro, la luce riscalda un minuscolo pezzo di materiale; la variazione di temperatura del bolometro determina una variazione di resistenza che viene misurata e trasformata in un segnale elettrico.
Il tellururo di zinco e mercurio ha migliori caratteristiche di stabilità chimica, termica e meccanica rispetto al tellururo di cadmio e mercurio. Ha un cambiamento più ripido del divario energetico con la composizione del mercurio rispetto al tellururo di cadmio e mercurio, rendendo più difficile il controllo della composizione.

## Tecniche di crescita del tellururo di cadmio e mercurio

### Crescita di cristalli sfusi
Il primo metodo di crescita su larga scala è stata la ricristallizzazione in massa di un liquido fuso. Questo è stato il principale metodo di crescita dalla fine degli anni '50 ai primi anni '70.

### Crescita epitassiale
Il tellururo di cadmio e mercurio altamente puro e cristallino è fabbricato mediante epitassia su substrati di tellururo di cadmio o tellururo di zinco e cadmio. Il tellururo di zinco e cadmio è un semiconduttore composto, il cui parametro reticolare può essere esattamente abbinato a quello del tellururo di cadmio e mercurio. Questo elimina la maggior parte dei difetti dall'epistrato del tellururo di cadmio e mercurio. Il tellururo di cadmio è stato sviluppato come substrato alternativo negli anni '90. Non è accoppiato al reticolo con tellururo di cadmio e mercurio, ma è molto più economico, in quanto può essere coltivato per epitassia su substrati di silicio o germanio.
L'epitassia in fase liquida (LPE), in cui un substrato di tellururo di zinco e cadmio viene abbassato e ruotato sopra la superficie di un liquido fuso di tellururo di cadmio e mercurio che si raffredda lentamente. Questo dà i migliori risultati in termini di qualità cristallina, ed è ancora una tecnica comune di scelta per la produzione industriale.
Negli ultimi anni, l'epitassia da fasci molecolari (MBE) si è diffusa a causa della sua capacità di impilare strati di diversa composizione della lega. Ciò consente il rilevamento simultaneo a diverse lunghezze d'onda. Inoltre, la MBE, e anche l'epitassi organometallica di fase vapore (MOVPE), consentono la crescita su substrati di ampia area come tellururo di cadmio su silicio o germanio, mentre LPE non consente l'utilizzo di tali substrati.

## Tossicità
Il progresso della tecnologia di crescita dei cristalli è proceduto deliberatamente e costantemente per quattro decenni nonostante l'elevata pressione di vapore di mercurio al punto di fusione del tellururo di cadmio e mercurio e la nota tossicità del materiale.